# 청산중학교 (경기)
청산중학교(靑山中學校)는 대한민국 경기도 연천군 청산면 궁평리에 있는 공립 중학교이다.

## 학교 연혁
- 1969년 11월 17일 : 청산중학교 설립 인가 (3학급)
- 1970년 3월 1일 : 초대 교장 사동욱 부임
- 1970년 3월 6일 : 제1회 입학식 (1학급 73명)
- 1978년 12월 29일 : 학급 증설 인가 (12학급)
- 1997년 12월 31일 : 지성관 건립
- 2001년 12월 27일 : 급식실 증축 (251.1m2)
- 2003년 9월 1일 : 도서실 현대화 완료
- 2013년 3월 1일 : 특수학급 신설 (1학급)
- 2016년 10월 27일 : 푸르뫼 홀 신축 개관
- 2019년 9월 1일 : 제18대 이재명 교장 취임
- 2020년 1월 8일 : 제48회 졸업식 27명 (누계 4,496명)
- 2021년 3월 2일 : 제52회 입학식 13명

## 참고 자료
- 청산중학교 - 한국교육학술정보원 학교알리미